# Steinberg bei Scharzfeld
Steinberg bei Scharzfeld este o arie protejată (arie specială de conservare — SAC, sit de importanță comunitară — SCI) din Germania întinsă pe o suprafață de 13 ha, integral pe uscat.

## Localizare
Centrul sitului Steinberg bei Scharzfeld este situat la coordonatele 51°38′07″N 10°22′48″E / 51.6353°N 10.38°E.

## Înființare
Situl Steinberg bei Scharzfeld a fost declarat sit de importanță comunitară în octombrie 1998 pentru a proteja 2 specii de animale. Situl a fost protejat și ca arie specială de conservare în octombrie 2016.

## Biodiversitate
Situată în ecoregiunea continentală, aria protejată conține 4 habitate naturale: Pajiști carstice calcaroase sau bazofile, de Alysso-Sedion albi, Pajiști uscate seminaturale și facies de acoperire cu tufișuri pe substraturi calcaroase (Festuco-Brometalia) (* situri importante pentru orhidee), Fânețe de joasă altitudine (Alopecurus pratensis, Sanguisorba officinalis), Pante stâncoase calcaroase cu vegetație casmofită.
La baza desemnării sitului se află mai multe specii protejate:
- mamifere (1): liliac comun (Myotis myotis)
- nevertebrate (1): fluturele auriu (Euphydryas aurinia)

Pe lângă speciile protejate, pe teritoriul sitului au mai fost identificate 9 specii de plante.